# Oscarsgalan 2014
Oscarsgalan 2014 var den 86:e upplagan av Oscarsgalan och hölls den 2 mars 2014 på Dolby Theatre i  Hollywood. Detta var en vecka senare än normalt för att undvika att evenemanget krockade med Vinter-OS i Sotji. Galan sändes på ABC Television Network, och för andra gången var Ellen DeGeneres värd för galan. Senast hon ledde galan var Oscarsgalan 2007.
American Hustle och Gravity fick båda flest nomineringar, 10 stycken. Gravity var den film som vann flest Oscars, sju stycken, medan American Hustle inte vann något. Dallas Buyers Club och 12 Years a Slave vann tre Oscars, den sistnämnda vann för Bästa film. Två personer vann fler än en Oscar, Alfonso Cuarón vann pris för Bästa regi och Bästa klippning och Catherine Martin vann pris för Bästa scenografi och Bästa kostym. Angela Lansbury, Steve Martin, Piero Tosi och Angelina Jolie tog emot Hedersoscars.
Sverige utsåg i september 2013 Äta sova dö till Sveriges bidrag till Oscarsgalans pris för Bästa icke-engelskspråkiga film men blev inte nominerad.

## Vinnare och nominerade
Nomineringarna presenterades den 16 januari 2014 från Samuel Goldwyn Theater i Beverly Hills, Kalifornien. Vinnarna listas i fetstil.
| Bästa film | Bästa regi |
| --- | --- |

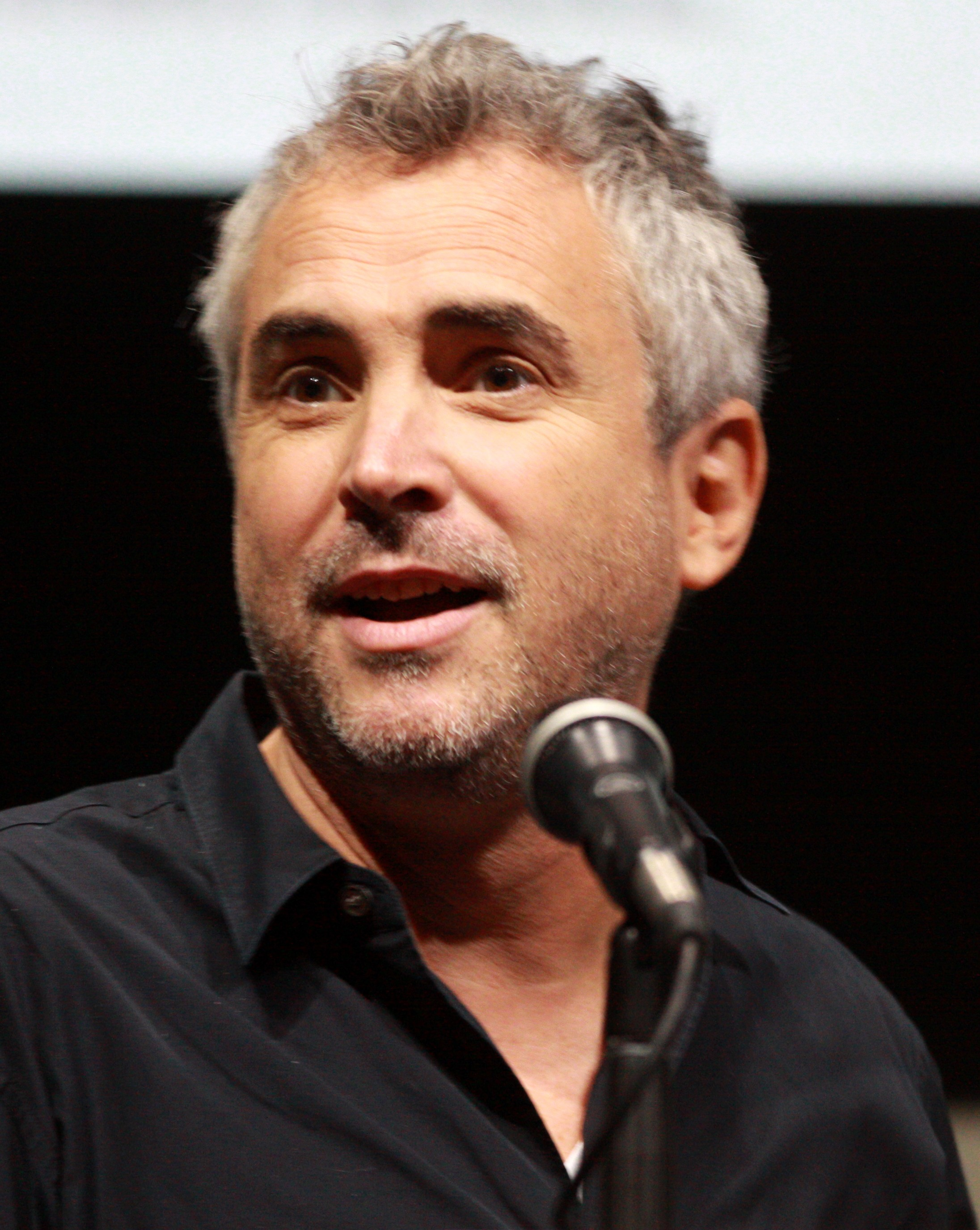
Alfonso Cuarón, bästa regissör och bästa klippning

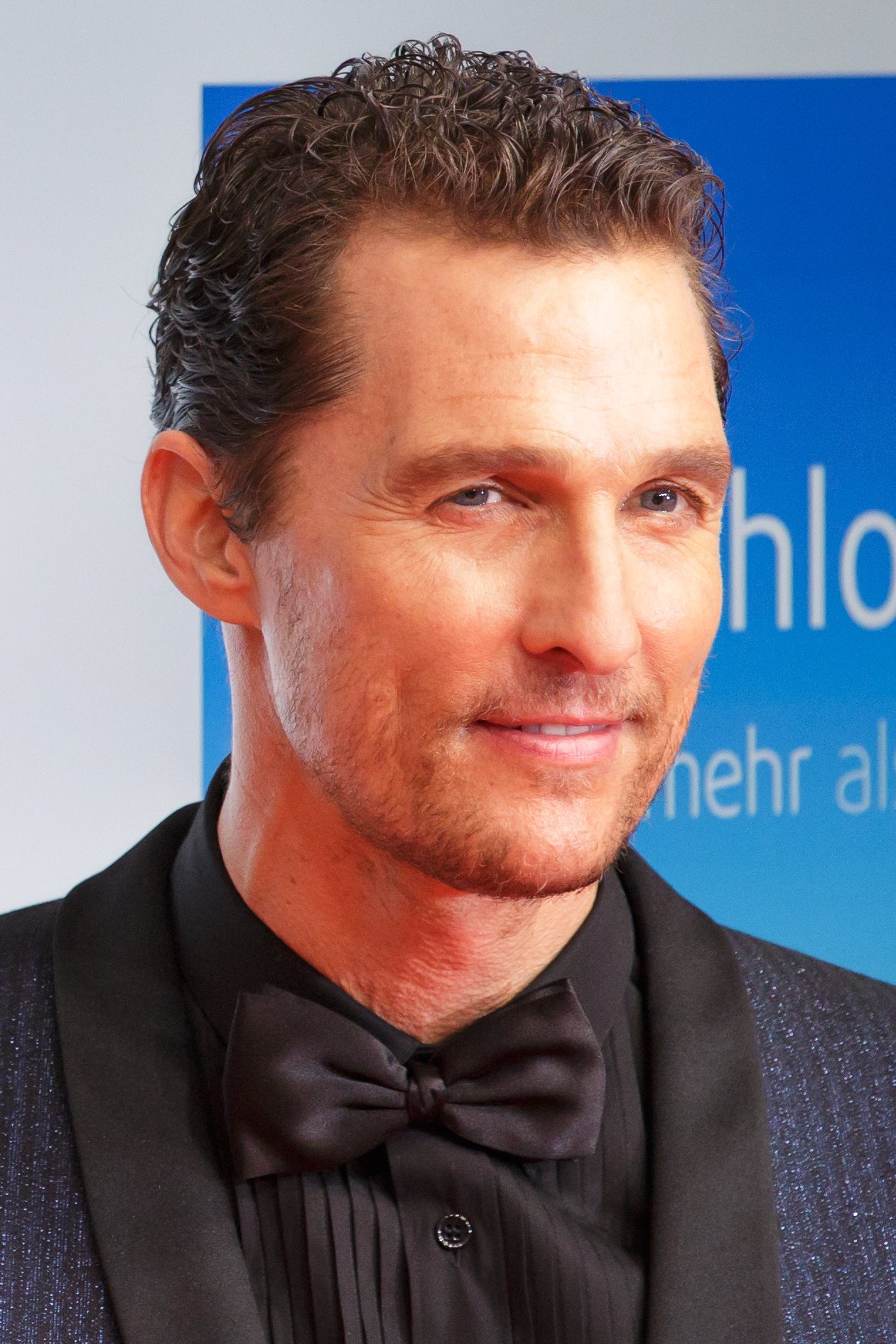
Matthew McConaughey, bästa manliga huvudroll

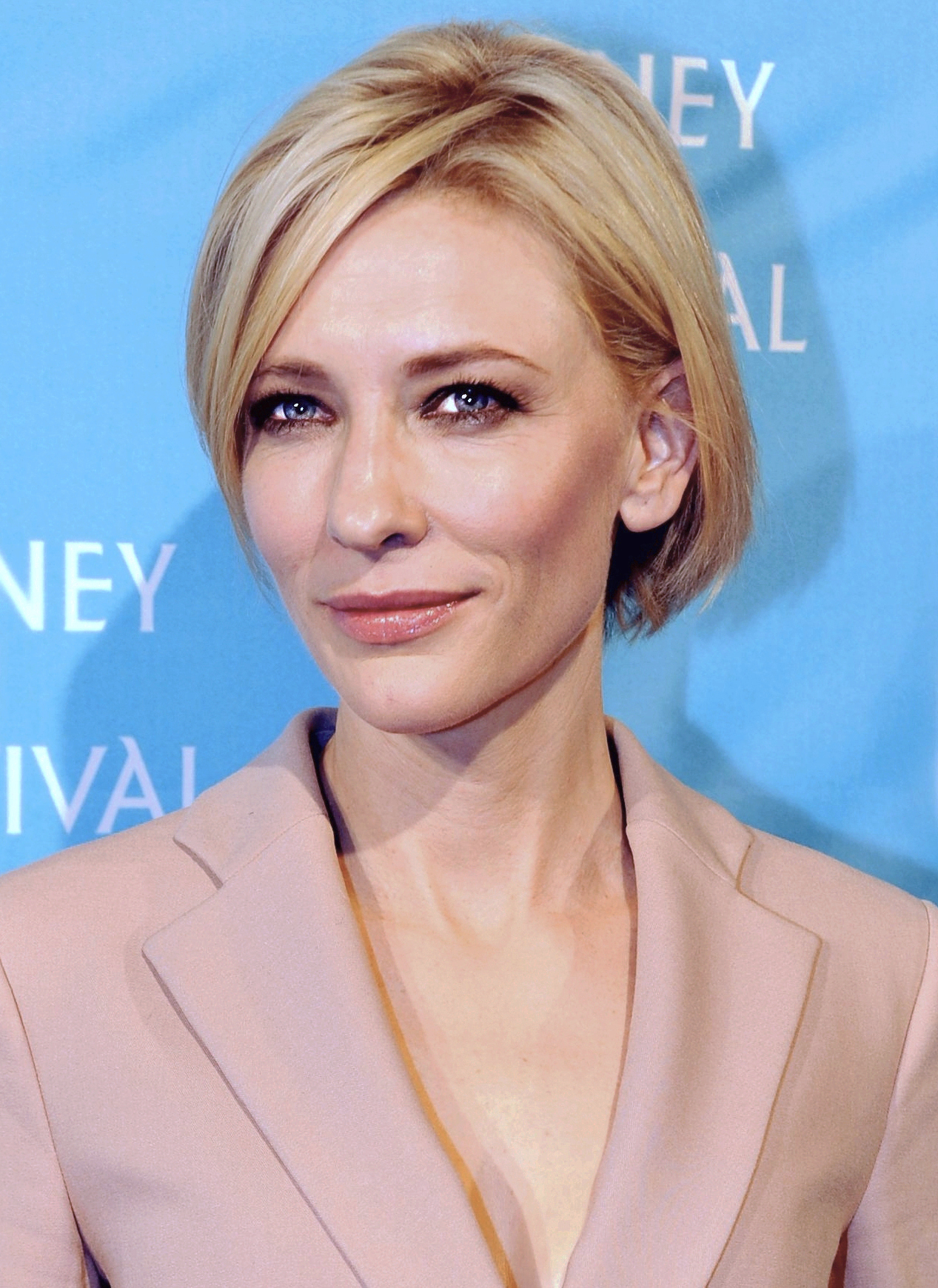
Cate Blanchett, bästa kvinnliga huvudroll

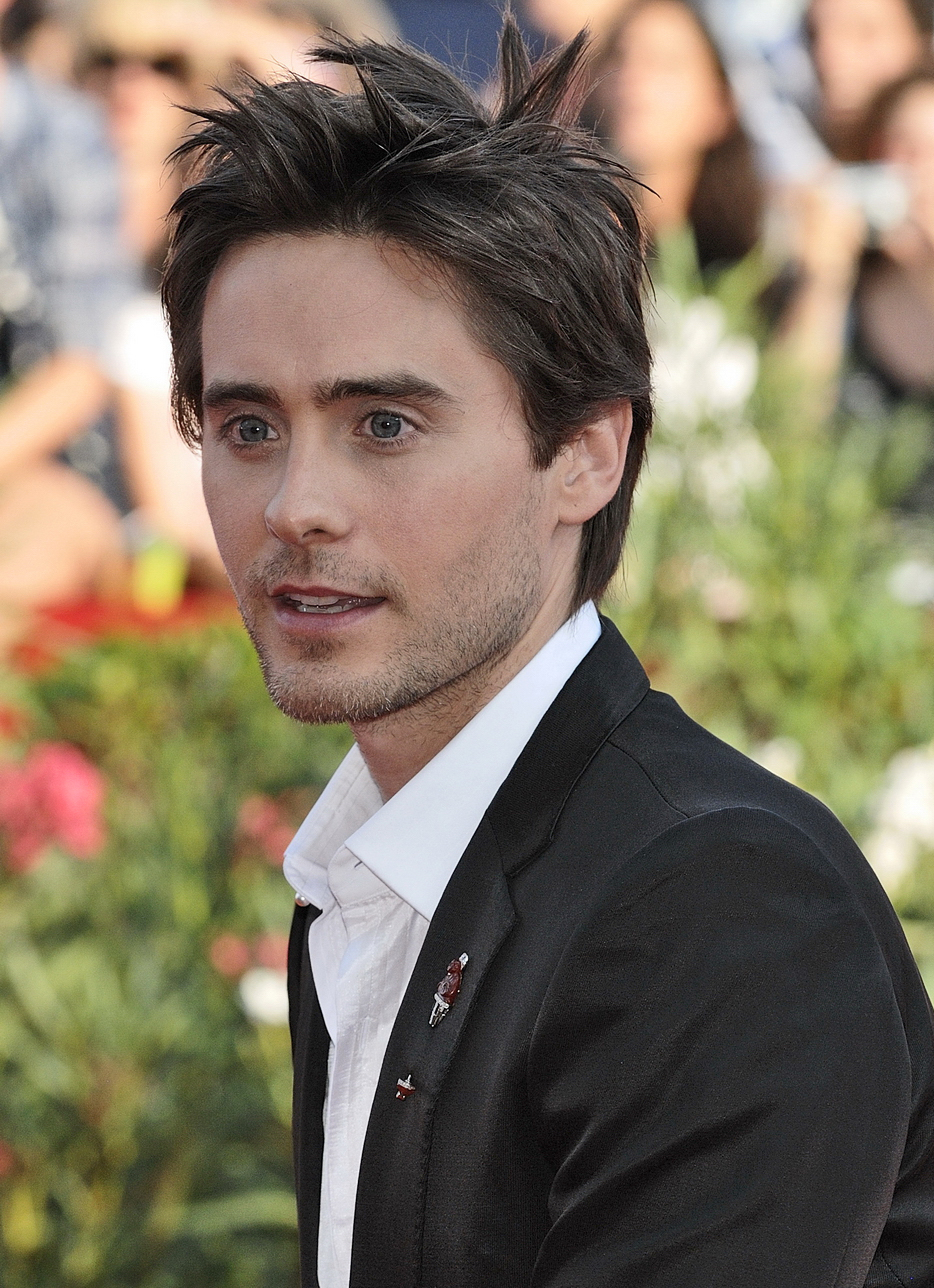
Jared Leto, bästa manliga biroll

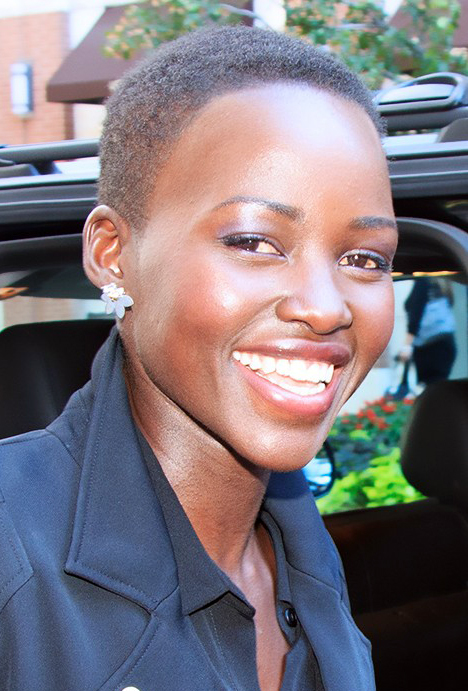
Lupita Nyong'o, bästa kvinnliga biroll

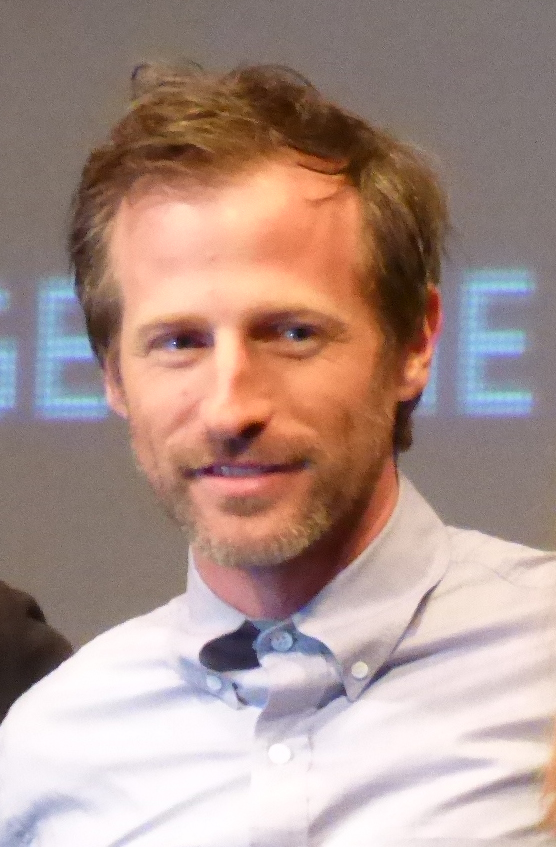
Spike Jonze, bästa originalmanus

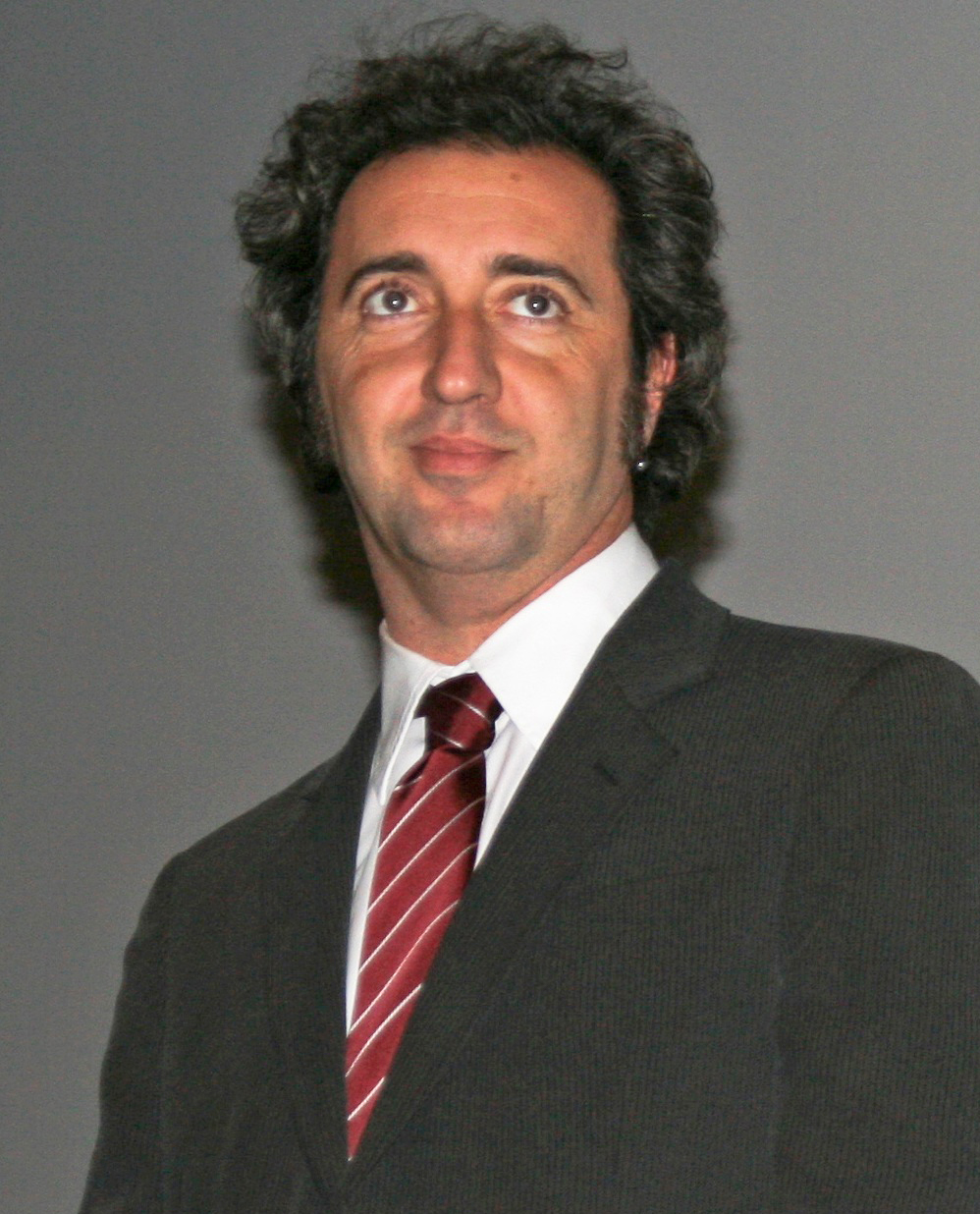
Paolo Sorrentino, regissör av bästa utländska film

| - 12 Years a Slave – Brad Pitt, Dede Gardner, Jeremy Kleiner, Steve McQueen och Anthony Katagas - American Hustle – Charles Roven, Richard Suckle, Megan Ellison och Jonathan Gordon - Captain Phillips – Scott Rudin, Dana Brunetti och Michael De Luca - Dallas Buyers Club – Robbie Brenner och Rachel Winter - Gravity – Alfonso Cuarón och David Heyman - Her – Megan Ellison, Spike Jonze och Vincent Landay - Nebraska – Albert Berger och Ron Yerxa - Philomena – Gabrielle Tana, Steve Coogan och Tracey Seaward - The Wolf of Wall Street – Martin Scorsese, Leonardo DiCaprio, Joey McFarland och Emma Tillinger Koskoff | - Alfonso Cuarón – Gravity - David O. Russell – American Hustle - Alexander Payne – Nebraska - Steve McQueen – 12 Years a Slave - Martin Scorsese – The Wolf of Wall Street |
| Bästa manliga huvudroll | Bästa kvinnliga huvudroll |
| - Matthew McConaughey – Dallas Buyers Club - Christian Bale – American Hustle - Bruce Dern – Nebraska - Leonardo DiCaprio – The Wolf of Wall Street - Chiwetel Ejiofor – 12 Years a Slave | - Cate Blanchett – Blue Jasmine - Amy Adams – American Hustle - Sandra Bullock – Gravity - Judi Dench – Philomena - Meryl Streep – En familj |
| Bästa manliga biroll | Bästa kvinnliga biroll |
| - Jared Leto – Dallas Buyers Club - Barkhad Abdi – Captain Phillips - Bradley Cooper – American Hustle - Michael Fassbender – 12 Years a Slave - Jonah Hill – The Wolf of Wall Street | - Lupita Nyong'o – 12 Years a Slave - Sally Hawkins – Blue Jasmine - Jennifer Lawrence – American Hustle - Julia Roberts – En familj - June Squibb – Nebraska |
| Bästa originalmanus | Bästa manus efter förlaga |
| - Spike Jonze – Her - Eric Warren Singer och David O. Russell – American Hustle - Woody Allen – Blue Jasmine - Craig Borten och Melisa Wallack – Dallas Buyers Club - Bob Nelson – Nebraska | - John Ridley – 12 Years a Slave - Richard Linklater, Julie Delpy och Ethan Hawke – Before Midnight - Billy Ray – Captain Phillips - Steve Coogan och Jeff Pope – Philomena - Terence Winter – The Wolf of Wall Street |
| Bästa animerade film | Bästa icke-engelskspråkiga film |
| - Frost – Chris Buck, Jennifer Lee och Peter Del Vecho - Croodarna – Chris Sanders, Kirk DeMicco och Kristine Belson - Dumma mej 2 – Chris Renaud, Pierre Coffin och Chris Meledandri - Victor och Josefine – Benjamin Renner och Didier Brunner - Det blåser upp en vind – Hayao Miyazaki och Toshio Suzuki | - Den stora skönheten – Paolo Sorrentino - The Broken Circle Breakdown – Felix Van Groeningen - Jakten – Thomas Vinterberg - L'image manquante – Rithy Panh - Muren – Hany Abu-Assad |
| Bästa dokumentär | Bästa kortfilmsdokumentär |
| - 20 Feet from Stardom – Morgan Neville, Gil Friesen och Caitrin Rogers - The Act of Killing – Joshua Oppenheimer och Signe Byrge Sørensen - Cutie and the Boxer – Zachary Heinzerling och Lydia Dean Pilcher - Dirty Wars – Richard Rowley och Jeremy Scahill - The Square – Jehane Noujaim och Karim Amer | - The Lady In Number 6 – Malcolm Clarke och Nicholas Reed - CaveDigger – Jeffrey Karoff - Facing Fear – Jason Cohen - Karama Has No Walls – Sara Ishaq - Prison Terminal: The Last Days of Private Jack Hall – Edgar Barens |
| Bästa kortfilm | Bästa animerade kortfilm |
| - Helium – Anders Walter och Kim Magnusson - Aquel no era yo – Esteban Crespo - Avant que de tout perdre – Xavier Legrand och Alexandre Gavras - Är det jag som skall sköta allt? – Selma Vilhunen och Kirsikka Saari - The Voorman Problem – Mark Gill och Baldwin Li | - Mr. Hublot – Laurent Witz och Alexandre Espigares - Feral – Daniel Sousa och Dan Golden - Get a Horse! – Lauren MacMullan och Dorothy McKim - Possessions – Shuhei Morita - Kvastresan – Max Lang och Jan Lachauer |
| Bästa filmmusik | Bästa sång |
| - Gravity – Steven Price - Boktjuven – John Williams - Her – William Butler och Owen Pallett - Philomena – Alexandre Desplat - Saving Mr. Banks – Thomas Newman | - "Let It Go" från Frost – Musik och Text av Kristen Anderson-Lopez och Robert Lopez - "Happy" från Dumma mej 2 – Musik och Text av Pharrell Williams - "The Moon Song" från Her – Musik av Karen O; Text av Karen O och Spike Jonze - "Ordinary Love" från Mandela - Vägen till frihet – Musik av Paul Hewson, Dave Evans, Adam Clayton och Larry Mullen; Text av Paul Hewson - "Alone Yet Not Alone" från Alone Yet Not Alone – Musik av Bruce Broughton; Text av Dennis Spiegel |
| Bästa ljudredigering | Bästa ljud |
| - Gravity – Glenn Freemantle - All Is Lost – Steve Boeddeker och Richard Hymns - Captain Phillips – Oliver Tarney - Hobbit: Smaugs ödemark – Brent Burge - Lone Survivor – Wylie Stateman | - Gravity – Skip Lievsay, Niv Adiri, Christopher Benstead och Chris Munro - Captain Phillips – Chris Burdon, Mark Taylor, Mike Prestwood Smith och Chris Munro - Hobbit: Smaugs ödemark – Christopher Boyes, Michael Hedges, Michael Semanick och Tony Johnson - Inside Llewyn Davis – Skip Lievsay, Greg Orloff och Peter F. Kurland - Lone Survivor – Andy Koyama, Beau Borders och David Brownlow                                                                               |
| Bästa scenografi | Bästa foto |
| - Den store Gatsby – Catherine Martin och Beverley Dunn - American Hustle – Judy Becker och Heather Loeffler - Gravity – Andy Nicholson, Rosie Goodwin och Joanne Woollard - Her – K.K. Barrett och Gene Serdena - 12 Years a Slave – Adam Stockhausen och Alice Baker | - Gravity – Emmanuel Lubezki - The Grandmaster – Philippe Le Sourd - Inside Llewyn Davis – Bruno Delbonnel - Nebraska – Phedon Papamichael - Prisoners – Roger A. Deakins |
| Bästa smink | Bästa kostym |
| - Dallas Buyers Club – Adruitha Lee och Robin Mathews - Jackass: Bad Grandpa – Stephen Prouty - The Lone Ranger – Joel Harlow och Gloria Pasqua-Casny | - Den store Gatsby – Catherine Martin - American Hustle – Michael Wilkinson - The Grandmaster – William Chang Suk Ping - The Invisible Woman – Michael O'Connor - 12 Years a Slave – Patricia Norris |
| Bästa klippning | Bästa specialeffekter |
| - Gravity – Alfonso Cuarón och Mark Sanger - American Hustle – Jay Cassidy, Crispin Struthers och Alan Baumgarten - Captain Phillips – Christopher Rouse - Dallas Buyers Club – John Mac McMurphy och Martin Pensa - 12 Years a Slave – Joe Walker | - Gravity – Tim Webber, Chris Lawrence, Dave Shirk och Neil Corbould - Hobbit: Smaugs ödemark – Joe Letteri, Eric Saindon, David Clayton och Eric Reynolds - Iron Man 3 – Christopher Townsend, Guy Williams, Erik Nash och Dan Sudick - The Lone Ranger – Tim Alexander, Gary Brozenich, Edson Williams och John Frazier - Star Trek Into Darkness – Roger Guyett, Patrick Tubach, Ben Grossmann och Burt Dalton                                                                  |

### Heders-Oscar
- Angela Lansbury
- Steve Martin
- Piero Tosi

### Jean Hersholt Humanitarian Award
- Angelina Jolie

### Filmer med fler än en nominering
- 10 nomineringar: American Hustle, Gravity
- 9 nomineringar: 12 Years a Slave
- 6 nomineringar: Captain Phillips, Dallas Buyers Club, Nebraska
- 5 nomineringar: Her, The Wolf of Wall Street
- 4 nomineringar: Philomena
- 3 nomineringar: Blue Jasmine, Hobbit: Smaugs ödemark
- 2 nomineringar: En familj, Dumma mej 2, Frost, The Grandmaster, Den store Gatsby, Inside Llewyn Davis, The Lone Ranger, Lone Survivor

### Filmer med fler än en vinst
- 7 vinster: Gravity
- 3 vinster: 12 Years a Slave, Dallas Buyers Club
- 2 vinster: Frost, Den store Gatsby